# Muszczarz
Muszczarz – wieś w Polsce położona w województwie świętokrzyskim, w powiecie koneckim, w gminie Smyków.